# اتفاقية صنعاء 1988
اتفاقية صنعاء 1988 هي أتفاقية تمت في 3 - 4 مايو 1988، في صنعاء بين الجمهورية العربية اليمنية وجمهورية اليمن الديمقراطية الشعبية لمتابعة الخطوات الوحدوية بين البلدين 

## الاتفاقية الأولى
| اتفاقية صنعاء 1988 | إيمانا من قيادتي شطري اليمن بالأوضاع اليمنية والتزاما لأهداف ثورة 26 سبتمبر (أيلول) و ثورة 14 أكتوبر (تشرين الأول)، وانطلاقا من تطلعات جماهير شعبنا اليمني في تحقيق الوحدة اليمنية أرضاً وشعباً، وحرصاً من القيادتين في الشطرين على دفع الآمال الوحدوية إلى مراحل متقدمة تقرب يوم الوحدة، وبناءّ على الاتفاقات الموقع عليها من قبل قيادتي ومسؤولي الشطرين واستمرارا للاتصالات واللقاءات الوحدوية، اتفقت قيادتا الشطرين ممثلة بالأخوين العقيد علي عبد الله صالح، رئيس الجمهورية، القائد العام للقوات المسلحة، وعلي سالم البيض، الأمين العام للجنة المركزية للحزب الاشتراكي اليمني (اليمن الديمقراطية). في اللقاء الذي تم بينهما في العاصمة صنعاء في الفترة من 3 إلى 4 مايو (أيار) 88 م على ما يلي: 1. متابعة الخطوات الوحدوية واستكمال تنفيذ ما سبق الاتفاق والتوصل إليه بين الشطرين في كافة المجالات وتنشيط أعمال المجلس اليمني الأعلى واللجنة الوزارية المشتركة واللجان الوحدوية القائمة بين الشطرين. 2. الإسراع في أن تنجز سكرتارية المجلس اليمني الأعلى المهمة التي كلفها بها لقاء تعز الماضي في إعداد البرنامج الزمني المتعلق بمشروع دستور دولة الوحدة وإحالته إلى مجلسي الشعب في الشطرين ومن ثم انزاله للاستفتاء عليه وفقاً للاتفاقيات الوحدوية بين الشطرين. 3. إحياء لجنة التنظيم السياسي الموحد المنصوص عليها في المادة التاسعة من بيان طرابلس تحقيقا للنوايا الصادقة وترجمة للخطوات الوحدوية حتى يصل الجانبان لتصور مشترك للعمل السياسي الموحد طبقا للاتفاقيات وأن تنهي اللجنة أعمالها خلال أقرب وقت ممكن. 4. استكمال جهود قيادتي الشطرين في احتواء ومعالجة آثار أحداث 13 يناير (كانون الثاني) 1986 المحزنة والتعاون على توطيد الأمن والاستقرار في شطري اليمن بكافة الوسائل الممكنة وإزالة أي نشاط لا يخدم هذا الاتجاه. 5. نظراً لأهمية التكامل الاقتصادي بين شطري الوطن ومن أجل تطوير وتعزيز النشاطات الاقتصادية القائمة على مستوى الوطن اليمني الواحد وبعد أن استكملت الخطوات الخاصة بالمشروع الاستثماري المشترك للثروات الطبيعية فقد اتفق في هذا على ما يلي: 1. إقامة مشروع استثماري مشترك في محافظة مأرب وشبوة بمساحة قدرها ألفان ومائتا كيلومتر مربع. 2. تتولى لجنة طوبوغرافية مشتركة القيام بتحديد وتوضيح منطقة المشروع الاستثماري المشترك على الطبيعة وتعليمها. 3. تخلى منطقة الاستثمار المشترك من المواقع العسكرية للشطرين ويقوم رئيسا الأركان باتخاذ كافة الإجراءات المنفذة لذلك والإشراف على الترتيبات الأمنية المشتركة في منطقة المشروع المشترك وفقا لخطة مشتـركة مع الالتزام والتنفيـذ بما ورد في محضر رئيسي الأركان بتاريخ 19 / 1 / 1985. 4. يقوم وزيرا النفط بالشطرين باتخاذ كل الإجراءات اللازمة لتنفيذ المشروع بما في ذلك الترتيبات الاستثمارية والفنية والمالية والإدارية وغيرها من الإجراءات اللازمة للاستثمار الاقتصادي. 5. يأتي هذا المشروع المشترك ليؤكد حرص قيادتي الشطرين على التمسك الكامل بالوحدة اليمنية ووحدة أراضيها ورفضا لأي تجزئة أو لأي اعتبارات حدودية كما أن هذا الاتفاق لا يعني في كل الأحوال تحديد الأطراف بين الشطرين أو ترسيم الحدود فيما بينهما كما لا يمثل ترسيخا أو اعترافا بما خلفه الاستعمار البغيض والأمامة البائدة من آثار سلبية هدفها تعميق التجزئة. 6. تلتزم قيادتا الشطرين بتنفيذ ما ورد في هذا الاتفاق وتذليل الصعاب التي يمكن أن تطرأ أو تواجه عملية تنفيذ هذا الاتفاق". | اتفاقية صنعاء 1988 |

## الاتفاقية الثانية
كما تم التوقيع على اتفاق بشأن تسهيل تنقل المواطنين بين الدولتين جاء فيه:
| اتفاقية صنعاء 1988 | انطلاقا من حرص قيادتي الشطرين على تسهيل حركة وتنقل المواطنين بين الشطرين تم الاتفاق على ما يلي: 1. إلغاء النقاط القائمة في كلا الشطرين والمثبتة في الأطراف واستبدال ذلك بنقاط مشتركة من الشطرين. 2. يسمح للمواطنين بالتنقل والمرور عبر النقاط المشتركة بالبطاقات الشخصية وعدم فرض القيود على المواطنين من قبل الأجهزة في الشطرين. 3. يتولى وزيرا الداخلية في كلا الشطرين وضع الخطوات العملية لتنفيذ ما ذكر أعلاه في فترة أقصاها شهران. 4. تبحث حكومتا الشطرين عن توفير مصادر التمويل محليا كانت أم خارجية لربط الطرق بين الشطرين (قعطبة - الضالع) - (طور الباحة، المغاليس) - (مكيراس، البيضاء) - (بيحان، حريب)". وتم التوقيع على هذا الاتفاق من قبل عبد العزيز عبد الغني، رئيس مجلس الوزراء في الجمهورية العربية اليمنية، والدكتور ياسين سعيد نعمان، عضو المكتب السياسي رئيس مجلس الوزراء في جمهورية اليمن الديمقراطية الشعبية. | اتفاقية صنعاء 1988 |